# Instituto Federal do Amapá
O Instituto Federal de Educação, Ciência e Tecnologia do Amapá (abreviado como IFAP) é uma instituição de ensino médio, técnico e superior brasileira, sediada no estado do Amapá. O instituto foi criado mediante transformação da Escola Técnica Federal do Amapá. Sua reitoria está instalada em Macapá. Atualmente, possuem campus nos municípios de Santana, Laranjal do Jari, Oiapoque, Porto Grande e um centro EAD em Pedra Branca do Amapari e na capital, Macapá.
Em 11 de junho de 2020, o IFAP disponibilizou 2.080 vagas em 7 cursos diferentes, on-line e à distância, em meio a pandemia de COVID-19. O IFAP abriu 970 vagas em cursos técnicos e cursos de ensino superior no dia 13 de janeiro de 2021, e as inscrições seguiriam até o dia 26, mas foi prorrogado por mais cinco dias. 782 candidatos estavam inscritos para realizar o ENEM digital no Amapá, mas 111 deles tiveram as provas suspensas, devido à interdição do local do exame, o campus Macapá do IFAP, que apresentou problemas estruturais.